# Tour Championship
Tour Championship — профессиональный рейтинговый снукерный турнир; впервые был проведён в сезоне 2018/19.
Турнир был объявлен в апреле 2018 года, и первый раз проводился в марте 2019 года. Турнир является наименьшим по количеству участников, так как в нём участвуют только восемь ведущих игроков из годового рейтинга.
Призовой фонд турнира — £ 375 000:
- Победитель − £150 000,
- Финалист − £60 000,
- Полуфиналисты − £40 000,
- Четвертьфиналисты − £20 000.

## Победители
| Год  | Победитель       | Финалист         | Счёт  | Место проведения | Сезон   |
| ---- | ---------------- | ---------------- | ----- | ---------------- | ------- |
| 2019 | Ронни О'Салливан | Нил Робертсон    | 13:11 | Лландидно        | 2018/19 |
| 2020 | Стивен Магуайр   | Марк Аллен       | 10:6  | Милтон-Кинс      | 2019/20 |
| 2021 | Нил Робертсон    | Ронни О'Салливан | 10:4  | Ньюпорт          | 2020/21 |
| 2022 | Нил Робертсон    | Джон Хиггинс     | 10:9  | Лландидно        | 2021/22 |
| 2023 | Шон Мёрфи        | Кайрен Уилсон    | 10:7  | Халл             | 2022/23 |
| 2024 | Марк Уильямс     | Ронни О'Салливан | 10:5  | Манчестер        | 2023/24 |
| 2025 | Джон Хиггинс     | Марк Селби       | 10:8  | Манчестер        | 2024/25 |